# Reprezentacja Nowej Zelandii U-17 w piłce nożnej mężczyzn
Reprezentacja Nowej Zelandii U-17 w piłce nożnej – reprezentacja Nowej Zelandii, reprezentująca kraj podczas młodzieżowych imprez międzynarodowych.

## Występy podczas Mistrzostw Świata do lat 17
- 1985 - 1995 - nie zakwalifikowała się
- 1997 - faza grupowa
- 1999 - faza grupowa
- 2001 - 2005 - nie zakwalifikowała się
- 2007 - faza grupowa
- 2009 - 1/8 finału
- 2011 - 1/8 finału